# 文明阁建筑群
文明阁建筑群位于中国云南省昆明市官渡区官渡古镇内，由孔子楼（凌云阁）、棂星门、赐书堂、关圣殿等建筑组成，现为省级文物保护单位。
孔子楼位于妙湛寺隔壁，建于明朝天顺年间（1457—1465年），因内供孔子塑像而得名，又因“远而忆之恍若凌云翻雪浪，近而俯之自觉两袖泾秋露”而亦称“凌云阁”。孔子楼座南向北，高10余米，占地350平方米。重檐歇山顶。整个建筑结构精巧。楼前有棂星门及门内的东西两庑。孔子楼为历代乡试的活动场所。民国初年的“新学”亦设于此。中华人民共和国成立后一度为官渡小学所用。现为云南首家碑林博物馆—昆明碑林博物馆所在地。
赐书堂建于清朝康熙后期，为翰林院侍读、编修王思训纪念康熙帝赐其书籍而建。该堂坐北向南，占地240平方米，重檐悬山顶，属清代简朴的两层土木结构建筑。
文明阁建筑群于2012年被公布为第七批省级文物保护单位。